# Frantic (Metallica)
Frantic is het openingslied en de tweede single afkomstig van het uit 2003 afkomstige Metallica album St. Anger. Dit lied, gaat net als vele andere op het album, over woede en het tegengaan van verslavingen, vooral het alchoholprobleem van leadzanger James Hetfield, waarvoor hij een paar maanden in een afkickkliniek heeft gezeten.
Ook zitten er boeddhistische teksten in het liedje, die er door Kirk Hammett in werden geplaatst Birth is pain. Life is pain. Death is pain.
Tijdens de Live-show in Orlando zei James Hetfield over dit liedje: This song's about life. Like right fucking now.

## Cd-uitgaven

### Cd-single #1
1. "Frantic" (Hetfield/Ulrich/Hammett/Rock) - 5.50
2. "Blackened" (Live) (Hetfield/Ulrich/Newsted) - 6.37
3. "Harvester of Sorrow" (Live) (Hetfield/Ulrich) - 6.41
4. "Frantic" - Clip

- Live stukken opgenomen op Juni 1, 2003 op het Download Festival, Donington, UK.

### Cd-single #2
1. "Frantic" (Hetfield/Ulrich/Hammett/Rock) - 5.50
2. "No Remorse" (Live) (Hetfield/Ulrich) - 5.16
3. "Welcome Home (Sanitarium)" (Live) (Hetfield/Ulrich/Hammett) - 6.40

- Live stukken opgenomen op Juni 1, 2003 op het Download Festival, Donington, UK.

### Internationale 2 track single
1. "Frantic" (Hetfield/Ulrich/Hammett/Rock) - 5.50
2. "No Remorse" (Live) (Hetfield/Ulrich) - 5.16

- "No Remorse" is opgenomen op Juni 1, 2003 op het Download Festival, Donington, UK.

### België/Nederland limited edition
1. "Frantic" (Hetfield/Ulrich/Hammett/Rock)
2. "Harvester of Sorrow" (Live) (Hetfield/Ulrich)
3. "Welcome Home (Sanitarium)" (Live) (Hetfield/Ulrich/Hammett)
4. "No Remorse" (Live) (Hetfield/Ulrich)

- "Harvester of Sorrow" is opgenomen op Juni 15, 2003 op het Fields of Rock Festival, Nijmegen, Nederland.
- "Welcome Home (Sanitarium)" & "No Remorse" zijn opgenomen op Juni 28, 2003 op het Werchter Festival, te Werchter, België.

### Spanje/Portugal limited edition
1. "Frantic" (Hetfield/Ulrich/Hammett/Rock)
2. "Harvester of Sorrow" (Live) (Hetfield/Ulrich)
3. "Welcome Home (Sanitarium)" (Live) (Hetfield/Ulrich/Hammett)
4. "No Remorse" (Live) (Hetfield/Ulrich)

- Live stukken zijn opgenomen op Juni 21, 2003 op het Doctor Music Festival, Barcelona, Spanje.